# Bergagamer
Bergagamer (Japalura) är ett släkte av ödlor som ingår i familjen agamer. Släktet förekommer med åtta arter i bergiga områden i den orientaliska regionen (Pakistan Indien, Nepal, Bhutan, Kina (Tibet) och Myanmar).
Typart för släktet är Japalura variegata.

## Arter
Många arter som tidigare har förts till släktet Japalura har efter taxonomiska ändringar på 2010-talet flyttats till andra släkten, de flesta till släktet Diploderma. Enligt The Reptile Database har släktet Japalura kvar 8 arter:
- Japalura andersoniana Annandale, 1905
- Japalura austeniana (Annandale, 1908)
- Japalura dasi (Shah & Kästle, 2002)
- Japalura kumaonensis (Annandale, 1907)
- Japalura major (Jerdon, 1870)
- Japalura sagittifera M.A. Smith, 1940
- Japalura tricarinata (Blyth, 1853)
- Japalura variegata Gray, 1853

Från Japalura flyttade taxon inkluderar bland annat:
- Japalura brevipes
- Japalura chapaensis
- Japalura dymondi
- Japalura fasciata
- Japalura flaviceps
- Japalura grahami
- Japalura hamptoni
- Japalura kaulbacki
- Japalura luei
- Japalura makii
- Japalura micangshanensis
- Japalura planidorsata
- Japalura polygonata
- Japalura splendida
- Japalura swinhonis
- Japalura varcoae
- Japalura yunnanensis
- Japalura zhaoermii